# Guancheng, Guangdong
Guancheng (kinesiska: 莞城) är ett stadsdelsdistrikt i sydöstra Kina. Det igger i staden Dongguan i provinsen Guangdong, omkring 50 kilometer öster om provinshuvudstaden Guangzhou. Antalet invånare är 162 116. Befolkningen består av 79 800 kvinnor och 82 316 män. Barn under 15 år utgör 13,0 %, vuxna 15-64 år 77 %, och äldre över 65 år 9,0 %.